# Tantilla impensa
Espèce
Statut de conservation UICN

 LC  : Préoccupation mineure
Tantilla impensa  est une espèce de serpents de la famille des Colubridae.

## Répartition
Cette espèce se rencontre :
- au Guatemala dans les départements d'Alta Verapaz, d'Izabal et de Huehuetenango ;
- au Honduras ;
- au Mexique dans l'est du Chiapas.

## Description
L'holotype de Tantilla impensa, une femelle adulte, mesure 642 mm dont 142 mm pour la queue.

## Étymologie
Son nom d'espèce, du latin impensus, « grand, considérable, extrême », lui a été donné en référence à sa taille qui en fait la plus grande espèce du genre Tantilla.

## Publication originale
- Campbell, 1998 : Comments on the identities of certain Tantilla (Squamata: Colubridae) from Guatemala, with descriptions of two new species. Scientific Papers, Natural History Museum, University of Kansas, n. 7, p. 1-14 (texte intégral).